# Болест на Лев
Болест на Лев (или Ленегре-Лев синдром) е придобит пълен сърдечен блок, поради идиопатична фиброза или калциноза на електрическата проводна система на сърцето. Болестта на Лев най-често се среща при възрастни хора и често се описва като сенилна дегенерация на проводната система.
Една от формите ѝ се асоциира с SCN5A.
SCN5A е ген, който кодира алфа-субединицата на основния сърдечн натриев канал NaV1.5, който играе ключова роля в регулацията на електрофизиологичната функция на сърцето.

## История
Болестта е описана през 1964 г. от двама учени – Maurice Lev и Jean Lenègre – независимо един от друг, но състоянието обикновено се нарича болест на Лев. 

## Асоциирани състояния
MAS синдром може да се прояви при това заболяване. Синдромът включва временна загуба на съзнание в резултат на значителната брадикардия (забавяне на сърдечната честота), когато импулсът от предсърдията не може да се проведе към камерите и да реализира камерно съкращение. Това състояние не трябва да се бърка с камерно мъждене или асистолия. 